# ميشال بريال
```
جول ألفرىٰ بريال 
(
بالفرنسية
: 
Michel Jules Alfred Bréal
)‏
 (26 مارس 1832-1915) كان فرنسي متخصّص في 
فقه اللغة
، ولد في 
لانداو
 الواقعة بمنطقة 
الراين
 في 
بافاريا
، ووالديه 
فرنسيون
 
يهود
. وكثيراً ما يرجع إليه كمؤسّس 
للسيمية
 (علم الدلالة).
```

## حياته الأكاديمية
درس في وايسنبورغ وميتز وباريس ثمّ دخل مدرسة الأساتذة العليا عام 1852. ذهب إلى برلين عام 1857 ليدرس السانسكريتية تحت فرانتس بوب، ثم عاد إلى فرنسا ليحصل على منصب في قسم المخطوطات الشرقية في المكتبة الملكية الفرنسية. عُيِّن أستاذاً لعلم اللغات (الغراماتيق المقارنتية) في كلية فرنسا، ثمّ أصبح عام 1875 عضواً لأكاديمية المكتوبات والآداب، ثمّ أصبح عام 1879 المفتش العام للتعليم العالي حتّى إلغاء المنصب عام 1888، وفي عام 1890 عُيِّنَ قائداً لفيلق الشرف.

## مؤلّفاته
تتضمّن أعماله - الّتي هي في علم الأساطير وعلم اللغة عموماً -؛
- دراسة أصول ديانة المجوس (1862) (بالفرنسية: L' Etude des origines de la religion Zoroastrienne)‏ الّتي أُثِيبَ عليها بجائزة من أكاديمية المكتوبات والآداب
- هرقل وقاقوس (1863) (بالفرنسية: Hercule et Cacus)‏ الّتي يشكّك بها في أصول مدرسة الرمزية لتأويل الأساطير.
- أسطورة أوديب (1864) (بالفرنسية: Le Mythe d'œdipe)‏.
- لوحات إغوبيوم (بالفرنسية: Les Tables Eugubines)‏ (1875) عن أهمّ مكتوبات اللغة الأومبرية المنقرضة الّتي وجدت قرب غوبيو الإيطالية.
- خلائط الأساطير واللسانيات (الطبعة الثانية 1882) (بالفرنسية: Mélanges de Mythologie et de Linguistique)‏
- أمثلة في الكلمات (1882 و1886) (بالفرنسية: Leçons de Mots)‏
- معجم اشتقاقي لاتيني (1885) (بالفرنسية: Dictionnaire Etymologique Latin)‏
- الغراماطيق اللاتيني (1890) (بالفرنسية: Grammaire Latine )‏
- كتابة في السيمية (1897) (بالفرنسية: Essai de Sémantique)‏ عن اكتساب الكلمات للمعاني وتُرجِمَت أيضاً للإنكليزية.
- ترجمة ثمينة لكتاب فرانتس بوب «الغراماطيق المقارنتية» (بالإنجليزية: Comparative Grammar)) مضيفاً تمهيدات ثمينة.

كما ألّف كتيّبات عن التعليم في فرنسا، وتدريس اللغات العريقة، وإصلاح الإملاء الفرنسي.
- لمعرفة المزيد عن هوميروس (1906) (بالفرنسية: Pour mieux connaitre Homère)‏

## ابتكاره الماراثون
اقترح ميشال فكرة سباق الماراثون لصاحبه «بيير دي كوبرتان» مؤسّس أول أوليمبياد حديث - والّذي أُجرِي في أثينا عام 1896 - كذكرى للعسكري اليوناني فيديبيديس الّذي جاء في أساطير أنّه جرى من معركة ماراثون إلى أثينا أو أسبرطة.

## روابط خارجية
- ميشال بريال على موقع الموسوعة البريطانية (الإنجليزية)